# Заднежгутиковые
Заднежгутиковые, или опистоконты (лат. Opisthokonta), — обширная группа эукариот, включающая царства грибов и животных, а также родственные им эукариотические микроорганизмы, которых ранее относили к расформированному царству протистов. Все генетические и ультраструктурные исследования подтвердили монофилию данного таксона.

## Название
Название Opisthokonta образовано из др.-греч. ὀπίσθιος — «сзади, задний» и κοντός — «полюс», то есть «жгутик».

## История таксона
Близкое родство между животными и грибами было впервые предложено в 1987 году Томасом Кавалье-Смитом, который использовал название Opisthokonta. Впоследствии это родство было подтверждено генетическими исследованиями.
Ранние филогенетики помещали их рядом с растениями и другими группами, которые имели митохондрии с одинаковыми кристами, однако их характер был различен.
В 2002 году Кавалье-Смит и Stechmann утверждали, что такие эукариоты, как Opisthokonta и Amoebozoa, объединяемые в группу Unikonta, отделились от других эукариот — Bikonta — в самом начале своего развития.
Морфологический, ультраструктурный и спектроскопический анализ многоклеточных микрофоссилий, обнаруженных в сланцах формации Грасси-Бей (супергруппа Шалер, Арктическая Канада), установил их грибную принадлежность. Возраст этих окаменелостей составляет приблизительно 1 010–890 миллионов лет. Данная находка более чем на полмиллиарда лет старше ранее известных однозначных ископаемых свидетельств грибов и отодвигает минимальную дату появления клады Opisthokonta.

## Строение
Одной общей чертой всех Opisthokonta является то, что жгутиконосные клетки, такие как сперматозоиды большинства животных и споры хитридиомицет, передвигаются при помощи одного заднего жгутика. Это дало группе своё название. В отличие от них, другие эукариоты перемещаются при помощи одного или нескольких передних жгутиков.

## Таксономия

Одна из гипотез родственных связей эукариот

Заднежгутиковые разделяются на Nucletmycea или Holomycota (грибы и все другие организмы, более близкие к грибам, чем животным) и Holozoa (животные и все другие организмы, более близкие к животным, чем к грибам). Не известно Opisthokonta, базальных для обеих групп и существовавших до их раскола.
Эти таксоны подразделяются на следующие группы:
- Nucletmycea, или Holomycota
  - Rotosphaerida
  - Opisthosporidia (или в царстве грибов)
    - Афелиды (Aphelida)
    - Криптомицеты (Cryptomycota), или розеллиды (Rozellida)
    - Микроспоридии (Microsporidia) — ранее относились к протистам

  - Грибы (Fungi)
    - Хитридиомицеты (Chytridiomycota) — ранее относились к протистам
      - Hyaloraphidium — ранее относился к зелёным водорослям

    - не включаются оомицеты (Oomycetes), сейчас относятся к страменопилам (Stramenopiles))
    - не включаются лабиринтулы (Labyrinthulea), сейчас относятся к страменопилам
    - не включаются собственно слизевики (Myxomycetes), сейчас относятся к Amoebozoa
- Holozoa
  - Holozoa incertae sedis: Corallochytrium, Syssomonas
  - Ichthyosporea, или Mesomycetozoea
  - Filasterea
  - Choanozoa
    - Хоанофлагеллаты (Choanoflagellata)
    - Животные (Animalia)
      - Myxozoa — ранее относились к протистам